# ジャクソン・ライカー
ジャクソン・ライカー（Jaxson Ryker、1982年6月6日 - ）は、アメリカ合衆国のプロレスラー。ノースカロライナ州ヒッコリー出身。本名はチャドウィック・"チャド"・レイル（Chadwick "Chad" Lail）。

## 来歴

### インディー団体
アメリカ海兵隊として国の為に務め、イラク戦争に派遣された際には機関銃兵として戦う。帰国後、プロレスラーになる事を志す。
2005年、同僚であったトゥルイット・フィールズと共にNWA加盟団体であるNWAアナーキーに入団。2006年にフィールズと共にマッスル・マッドネス（Muscle Madness）なるタッグチームを結成して活動。2007年6月よりジェフ・ベイリー率いるヒールユニットであるNWAエリートへとメンバー入り。10月29日、NWA Anarchy TVにてNWAアナーキーヘビー級王座を保持するエース・ロックウェルに挑戦してPTSDを決めて勝利、ベルトを奪取した。
2009年1月17日、ペンシルベニア州を拠点とするNWA加盟団体のPWX（Pro Wrestling eXpress）にてNWAナショナルヘビー級王座を保持するクラッシャー・ハンセン、クリス・レルッソとトリプルスレットマッチを行い勝利し、ベルトを奪取。2月14日、ノースカロライナ州を拠点とするNWA団体のNWAシャーロットに参戦。ライアン・オライリーとNWAアナーキーの同僚であるマイケル・ジューダスとIII（Three）なる怪奇派トリオユニットを結成。同月28日、NWA Charlotte Power Struggle 2009にてNWAミッドアトランティックヘリテイジ王座を保持するラリー・ズビスコと対戦して勝利し、ベルトを奪取。5月30日、タッグトーナメントであるクイーンシティ・タッグチームクラシック2009に出場し、2回戦でスカルクラッシャーズ（キース・ウォーカー & ラッシュ・ブラウン）との試合前に3人で襲撃を行うと事態の収拾がつかない大乱戦へと発展し両チーム失格となった。
2010年4月3日、ROHのPPVであるThe Big Bang 2010に出場。ザック・サルバーションと対戦してスパインバスター
を決めて勝利した。

### TNA
2010年6月、TNA・iMPACT!にてジューダスと共にTNAのセキュリティーガードとしてデビュー。7月8日、リングネームをガンナー（Gunner）、ジューダスはマーフィー（Murphy）へと変更してマット・モーガンと共にジェフ・ハーディー & ミスター・アンダーソンを襲撃し、ヒールターン。しかし、ガンナーと共にストーリーラインから外されてしまう。11月7日、PPVであるTurning Pointのジャレット vs ジョーの試合にて介入し、ジャレットの勝利に貢献。同月11日、ガンナーと共に復帰し、ジョーとハンディキャップマッチを行うが敗戦。ジョーとジャレットの抗争終了後はジャレットの勧誘により一大ユニットであるインモータル（Immortal）に加入。
2011年1月5日、Xplosionにてインク・インク（シャノン・ムーア & ジェシー・ニール）と対戦して勝利し、ガンナーとのタッグでTNA初勝利を挙げた。2月13日、Against All Oddsでマーフィー & ロブ・テリーと組んで、スコット・スタイナー & ビアマネー・インク（ジェームズ・ストーム & ボビー・ルード）と対戦するが敗戦。ガンナーがインモータルから追放後シングルで活動するようになり、3月14日にTNA TV王座を保持するエリック・ヤング、テリーとトリプルスレットマッチを行い勝利し、ベルトを奪取。6月16日にはミスター・アンダーソンと対戦して金星を得る。10月18日のTNA最大のPPVであるBound for Glory 2010への出場権を懸けた長期シリーズであるBound For Glory Seriesにエントリーするが42ポイントという結果に終わった。12月16日、メキシコのメジャー団体であるAAAのPPVであるGuerra De Titanes 2011にチェスマンが助っ人として呼んだ大物としてディアンジェロ・ディネロと共に登場。サイコ・サーカス（サイコ・クラウン & モンスター・クラウン & マーダー・クラウン）と対戦するが敗戦した。
2012年1月8日、Genesis 2012にてロブ・ヴァン・ダムと対戦。場外のコンクリートにDDTを決めて勝利。2月12日、Against All Odds 2012ではギャレット・ビショフと対戦する際にエリック・ビショフが介入する状態で対戦するが勝利した。7月にキッド・キャッシュと共闘する形でチャボ・ゲレロ・ジュニア & ヘルナンデスと抗争を開始。8月12日、Hardcore Justice 2012にてチャボ & ヘルナンデスと対戦するが敗戦した。

### WWE

#### NXT
2017年6月5日、WWEと契約を交わし入団。同月29日、NXT Liveにて本名名義であるチャド・レイル（Chad Lail）でノー・ウェイ・ホセとの対戦でデビュー。敗戦した。
2月18日、NXT Liveにてフォーゴトゥン・サンズ（ウェスリー・ブレイク & スティーブ・カトラー）、レイシー・エヴァンスと共闘体制を組む。7月、リングネームをジャクソン・ライカー（Jaxson Ryker）へと変更。9月5日、NXTにてカトラー、ブレイクとトリオユニットであるフォーゴトゥン・サンズとして登場。ブレイク & カトラーのセコンドとしてストリート・プロフィッツ（アンジェロ・ドーキンス & モンテス・フォード）と対戦。終盤に黒覆面を着用したザ・マイティ（シェイン・ソーン & ニック・ミラー）の乱入と自身のアシストで試合を優勢にすると、最後にフォードへブレイクのリバースDDTとカトラーのトップロープからのニー・ドロップの合体技を決めて勝利した。同月19日、ブレイクとカトラーを同行させず、単身でウンベルト・カリージョと対戦。一方的に攻めると終盤にカリージョのスプリングボードを迎撃すると最後にスリングショット・パワーボムを決めて勝利した。

## 得意技

### フィニッシュ・ホールド
シットダウン・チョーク・ボム
チョークスラムの体勢で相手の喉元を掴み相手を持ち上げシットダウン・パワーボムに移行し相手をマットに叩きつける。
スリングショット・パワーボム
ガン・ラック
2013年より使用しているフィニッシャー。バックブリーカー・ラック
ハンガー18
F5と同じ技。
ポスト・トラウマティック・ストレス・ディオーダー
フィル・シャッター時代のフィニッシャー。投げっ放し式パワーボム
通称PTSDと読む場合もある。

### 打撃技
エルボー
エルボー・スタンプ
バックエルボー
張り手
バックハンド・チョップ
チョップ・スマッシュ
ナック・パンチ
スピアー

### 投げ技
スープレックス
スーパープレックス
ジャーマンスープレックス
スパインバスター
スパインボム

## 獲得タイトル
TNA
- TNA TV王座 ：1回
- TNA世界タッグ王座 : 1回

w / ジェームス・ストーム
NWAアナーキー
- NWAアナーキーヘビー級王座 ：1回
- NWAアナーキータッグ王座 ：1回

w / キモ & アボミネーション
NWAシャーロット

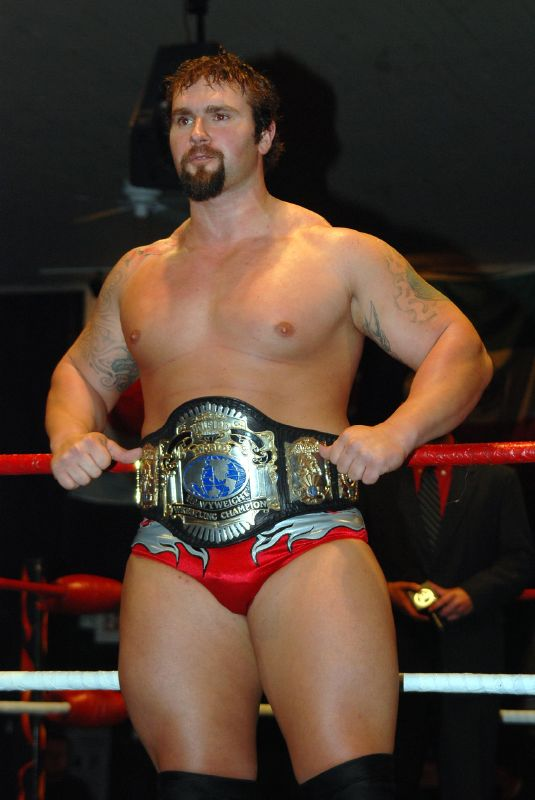
NWAアナーキーヘビー級王者時代

- NWAミッドアトランティックヘリテイジ王座 ：1回

NWAイースト
- NWAナショナルヘビー級王座 ：1回

SAW（Showtime All-Star Wrestling）
- SAWインターナショナルヘビー級王座 ：1回

## 入場曲
- Inflikted
- Immortal
- Day of Rage
- Longnecks & Rednecks